# Harveyope zerna
Harveyope zerna is een vlindersoort uit de familie van de prachtvlinders (Riodinidae), onderfamilie Riodininae.
Harveyope zerna werd in 1872 beschreven door Hewitson.